# Акжайык (Актюбинская область)
Акжайык (каз. Ақжайық, до 2009 г. — Херсон) — село в Каргалинском районе Актюбинской области Казахстана. Входит в состав Велиховского сельского округа. Код КАТО — 154049400.

## Население
В 1999 году население села составляло 643 человека (313 мужчин и 330 женщин). По данным переписи 2009 года, в селе проживали 332 человека (176 мужчин и 156 женщин).